# Решетньов Михайло Федорович
Михайло Федорович Решетньов (рос. Михаил Фёдорович Решетнёв; 10 листопада 1924 року, село Бармашове (нині Білозірка) Миколаївська область, УРСР, СРСР — 26 січня 1996 року, місто Желєзногорськ, Красноярський край, Росія) — радянський і російський вчений, конструктор родом з України, один з основоположників радянської космонавтики. Академік АН СРСР/Російської академії наук, доктор технічних наук, професор.
М. Ф. Решетньову належить понад двохсот наукових праць і винаходів. Під його керівництвом або за його безпосередньої участі було розроблено близько тридцяти типів космічних комплексів і систем. Кількість виведених з 1959 по 1996 роки на орбіту супутників, створених очолюваним ним підприємством, — більше однієї тисячі одиниць. Вніс істотний внесок у розвиток радянських систем супутникового зв'язку та супутникової навігації. Справив значний вплив на створення сибірської наукової школи, об'єднавши навколо себе талановитих учених, інженерів, розробників ракетно-космічної техніки.
Депутат Верховної ради РРФСР. З грудня 1976 по грудень 1984 року член-кореспондент Академії наук СРСР, з 1984 року дійсний член АН СРСР.

## Життєпис

### Народження, ранні роки
М. Ф. Решетньов народився у селі Бармашове (Білозірка) 
Жовтневського (Вітовського) району Миколаївської області, Української РСР, СРСР.
1929 року родина переїхала до місто Дніпропетровськ (Дніпро); там же в 15 років Михайло закінчив середню школу. 1939 року подавав документи для вступу у Московський авіаційний інститут, але не був прийнятий через вік.

### Становлення
1940 року поступив до Московського авіаційного інституту. У 17 років пішов добровольцем (за іншими даними, був призваний) у Червону армію. Учасник (1942-1945) Великої Вітчизняної війни: після проходження курсів Серпухівської військової школи авіаційних механіків служив у 26-му запасному винищувальному полку у званні сержанта технічної служби. Навчання завершив після війни, закінчивши Московський авіаційний інститут 1950 року з відзнакою. Переддипломну практику пройшов у НДІ-88, під керівництвом Михайла Клавдійовича Тихонравова; захищав дипломну роботу з ракетної тематики. З 1950 по 1959 рік працював у «королівському» ОКБ-1 інженером, провідним конструктором, заступником Головного конструктора.
|  | Першим завданням Решетньова був конструкторський супровід серійного виробництва розроблених нами і зданих на озброєння ракет середньої дальності Р-11М. Серійне виробництво освоював Красноярський машинобудівний завод. Там же було організовано і виробництво двигунів Ісаєва, як для цих ракет, так і для ракет підводних, якими займався Макєєв.Оригінальний текст (рос.) Первой задачей Решетнёва было конструкторское сопровождение серийного производства разработанных нами и сданных на вооружение ракет средней дальности Р-11М. Серийное производство осваивал Красноярский машиностроительный завод. Там же было организовано и производство двигателей Исаева, как для этих ракет, так и для ракет подводных, которыми занимался Макеев |

### Розквіт, зрілі роки
З 1959 року М. Ф. Решетньов, будучи заступником Головного конструктора ОКБ-1, Сергія Корольова, одночасно став головним конструктором підприємства п/я 80 — начальником «східної» філії ОКБ-1 (з жовтня 1961 року іменується ОКБ-10), розміщеного в місті Красноярську-26 (нині місто Желєзногорськ Красноярського краю).
З листопада 1962 року молодий конструкторський колектив прийняв від ОКБ-586, очолюваного Михайлом Кузьмичем Янгелем, проект створення ракети-носія легкого класу. М. Ф. Решетньову було 39 років, коли кероване ним підприємство на основі бойової балістичної ракети Р-14 завершило розроблення універсальної ракети-носія «Космос». У серпні 1964 року за її допомогою були виведені на орбіту перші супутники ОКБ-10.
Яскраво характеризують особистість Михайла Федоровича спогади Бориса Овсійовича Чертока про історію передачі до Красноярська-26 сімейства супутників «Блискавка»:
|  | Закінчили тим, що СП заявив про свій намір злітати самому, як він сказав, «на Єнісей» і там на місці все вирішити остаточно. Залишалася невелика надія, що там, «на Єнісеї», Решетньов, посилаючись на перевантаження ракетними справами, погану роботу заводу, важкі стосунки з місцевим керівництвом, не захоче брати на себе нове завдання. <…> Улітку 1960 року Корольов разом з Ніною Іванівною побували на Єнісеї. Місто мало ще не настільки закінчений вигляд, яким я його побачив через вісім років, але здивувало навіть багато бачившого Корольова. Він провів кілька днів у цьому справжньому «атомграді». Маючи можливість своїми очима побачити умови життя і роботи колективу філії № 2, Корольов остаточно впевнився у правильності свого рішення щодо вибору місця і часу створення нової організації і переконався, що не помилився у призначенні її керівника. Молодий Решетньов, звичайно, скаржився на дрібниці, але при цьому не нив і залишався оптимістом. Оригінальний текст (рос.) Кончили тем, что СП заявил о своем намерении слетать самому, как он сказал, «на Енисей» и там на месте всё решить окончательно. Оставалась небольшая надежда, что там, «на Енисее», Решетнёв, сославшись на перегрузку ракетными делами, плохую работу завода, трудные отношения с местным руководством, не захочет брать на себя новое задание. <…> Летом 1960 года Королёв вместе с Ниной Ивановной уже побывали на Енисее. Город имел ещё не столь законченный вид, каким я его увидел спустя восемь лет, но удивил даже много повидавшего Королёва. Он провёл несколько дней в этом настоящем «атомграде». Имея возможность своими глазами увидеть условия жизни и работы коллектива филиала № 2, Королёв окончательно уверился в правильности своего решения по выбору места и времени создания новой организации и убедился, что не ошибся в назначении её руководителя. Молодой Решетнёв, конечно, жаловался по мелочам, но при этом не ныл и оставался оптимистом. |

1967 року ОКБ-10 перестає бути філією, та іменується КБ прикладної механіки (КБ ПМ), а М. Ф. Решетньов стає генеральним конструктором самостійного конструкторського бюро, основною тематикою якого всі наступні роки буде створення інформаційних супутникових систем (зв'язку, телемовлення, навігації, геодезії) як для військових, так і для цивільних цілей. З 1977 року по день смерті — Генеральний конструктор і Генеральний директор НВО прикладної механіки, що включило у свій склад Механічний завод і КБ ПМ.
Похований у Желєзногорську на Міському кладовищі.

### Особисте життя
Дружина — Людмила Георгіївна, дочка — Тамара Михайлівна, онук — Михайло Юрійович. За словами близьких людей, був вірним чоловіком, уважним батьком, турботливим дідом. Після смерті М. Ф. Решетньова переїхали в Москву. Онук закінчив МАІ.

Михайло Федорович намагався підтримати будь-кого. Допомагав з житлом, відправляв на лікування, витягуючи навіть безнадійних. Одного разу цілий місяць займався пошуками зниклої в тайзі людини — замовляв вертоліт, домовлявся з військовими. Іншим разом зробив все, щоб привезти загиблого колегу з далекого району, організувати гідні похорони. Не можна сказати, що він був добреньким: виявився на рідкість справедливим. За справу, а бувало всяке — і пуск зривали, і супутник в небі втрачали, міг покарати дуже суворо. Однак по дрібницях не розмінювався, за своє підприємство, за співробітників стояв горою. І вже тим паче — ніколи не зривався на крик або грубості..
Оригінальний текст (рос.)
Михаил Фёдорович старался поддержать любого. Помогал с жильём, отправлял на лечение, вытаскивая даже безнадёжных. Однажды целый месяц занимался поисками пропавшего в тайге человека — заказывал вертолёт, договаривался с военными. В другой раз сделал всё, чтобы привезти погибшего коллегу из далёкого района, организовать достойные похороны. Нельзя сказать, что он был добреньким: оказался на редкость справедливым. За дело, а случалось всякое — и пуск срывали, и спутник в небе теряли, мог наказать очень сурово. Однако по мелочам не разменивался, за своё предприятие, за сотрудников стоял горой. И уже тем более — никогда не срывался на крик или грубости.

Людина твердих переконань, прямого характеру Михайло Федорович у той самий час був надзвичайно чуйним до людей і дуже обов'язковим не тільки у роботі, але і у особистих відносинах. Ніколи не кидав слів на вітер. І того ж вимагав від своїх підлеглих і друзів. Напевно, тому і колектив його підприємства, а мені доводилося там бувати багато разів, якийсь по особливому згуртований. Тут завжди відчувається особливий настрій на творчість, цілеспрямованість, доброзичливість, теплота у взаєминах.
Оригінальний текст (рос.)
Человек твёрдых убеждений, прямого характера Михаил Фёдорович в то же время был чрезвычайно отзывчивым к людям и очень обязательным не только по работе, но и в личных отношениях. Никогда не бросал слов на ветер. И того же требовал от своих подчинённых и друзей. Наверное, поэтому и коллектив его предприятия, а мне приходилось там бывать много раз, какой-то по особому сплочённый. Здесь всегда ощущается особый настрой на творчество, целеустремлённость, доброжелательность, теплота во взаимоотношениях.

## Досягнення
У Сибіру в 60-80 роках XX століття вирішувалися завдання створення космічних апаратів різного призначення, забезпечення тривалого часу їх експлуатації, ефективного функціонування космічних інформаційних систем. Для цього виконувався значний обсяг фундаментальних і прикладних наукових досліджень, що призвело до якісного і кількісного зростання в таких галузях знань, як: математика, фізика, інформатика й обчислювальна техніка, матеріалознавство, електроніка, технологія, науки про Землю та космос.

### Вдосконалення космічної техніки
Ракета-носій Космос-3М, виробництво і конструкторське супроводження якої було передано 1970 року з Красноярська-26 в Омське Виробниче об'єднання «Політ», експлуатується вже більше сорока років і є однією із самих масових і надійних у своєму класі. Під керівництвом М. Ф. Решетньова була створена автоматична магніто-гравітаційна система орієнтації з практично необмеженим терміном служби, яка забезпечила політ багатьох радянських космічних апаратів; їм були виконані роботи з комплексного дослідження фізики космічних факторів, що адли змогу розробити методи надійного захисту космічних апаратів від їх негативного впливу; великий теоретичний і практичний внесок був зроблений М. Ф. Решетньовим у механіку композиційних матеріалів, кінематику трансформованих конструкцій, розроблення пристроїв виконавчої автоматики. Його роботи відкрили новий напрямок в галузі спеціального машинобудування, створення зв'язних, навігаційних та геодезичних супутникових систем.

### Системи супутникового зв'язку та мовлення
«Стріла-1» (1964); «Блискавка-1+» (1967); «Стріла-1М» (1969); «Стріла-2» (1970); «Блискавка-2» (1971); «Блискавка-3» (1974); супутник зв'язку «Райдуга» (1975); супутник безпосереднього телемовлення «Екран» (1976); геостаціонарний супутник зв'язку «Горизонт» (1978); «Радіо» (1981); геостаціонарний супутник-ретранслятор «Потік» (1982); «Блискавка-1Т» (1983); «Стріла-3» (1985); геостаціонарний супутник зв'язку «Промінь» (1985); «Райдуга-1» (1989); «Гонець-Д1» (1992); супутник безпосереднього телемовлення "Галс" (1994); геостаціонарний супутник зв'язку «Експрес» (1994); геостаціонарний супутник зв'язку «Промінь-2» (1995).

### Супутникові системи навігації
Орбітальні угруповання навігаційних серій: «Циклон» (1967); «Циклон-Б» (1970); «Цикада» (1976); «Надія» (1982); «ГЛОНАСС» (1982).

### Супутникові системи вивчення Землі
Геодезичні та науково-дослідні: «Вертикальний космічний зонд» (1967); «Сфера» (1968); «Іоносферна станція» — вона ж «Космос-381» (1970); «Гео-ІК» (1981); «Еталон» (1989).
Детальний опис кожної із систем, розробленої за участю академіка М. Ф. Решетньова, зайняло б не мало часу, і вони (і Михайло Федорович, і підприємство, яке він створив, і супутники) безсумнівно того заслуговують. Підіб'ємо підсумок лише однією цитатою: 
|  | Розроблені в НВО ПМ у 1960-90-і рр. космічні апарати різного призначення (в окремі роки на різних навколоземних орбітах одночасно працювало до 120 супутників) становили до 80% всього національного орбітального угрупування і по праву заслужили називатися найнадійнішими вітчизняними космічними апаратами..Оригінальний текст (рос.) Разработанные в НПО ПМ в 1960-90-е гг. космические аппараты различного назначения (в отдельные годы на различных околоземных орбитах одновременно работало до 120 спутников) составляли до 80% всей национальной орбитальной группировки и по праву заслужили называться самыми надёжными отечественными космическими аппаратами. |

## Пам'ять
- Рішенням міської Ради народних депутатів від 6 липня 1984 року присвоєно звання «Почесний громадянин  Красноярська-26».
- Один з найточніших відгуків належить генералу-полковнику Володимиру Леонтійовичу Іванову (з 1992 по 1997 роки командувач Військово-космічними силами Росії):

|  | Що мене завжди дивувало, так це вміння Михайла Федоровича працювати без шуму, як то кажуть, «без помпи» — на результат. Адже багато десятиліть в країні по заведеному строгому порядку не прийнято було говорити в пресі про творців ракетно-космічної техніки. Тому в космонавтиці одним діставалися урочисті повідомлення ТАРС, схвальні статті, загальна популярність і гучна слава, а іншим чергові, щораз складніші завдання. Очолюваний Решетньовим колектив був якраз у числі цих інших. Оригінальний текст (рос.) Что меня всегда восхищало, так это умение Михаила Фёдоровича работать без шума, как говорится, «без помпы» — на результат. Ведь многие десятилетия в стране по заведённому строгому порядку не принято было говорить в открытой печати о создателях ракетно-космической техники. Поэтому в космонавтике одним доставались торжественные сообщения ТАСС, восторженные статьи, всеобщая известность и громкая слава, а другим очередные, всё более сложные задачи. Возглавляемый Решетнёвым коллектив был как раз в числе этих других. |

- 2000 року Міжнародний центр досліджень малих планет при Смітсоновській астрофізичній обсерваторії у Кембриджі (США) затвердив пропозицію Кримської астрофізичної обсерваторії про присвоєння його імені малій планеті № 7046 Reshetnev (1977 QG2), відкритої М. С. Черних.

Ім'я Михайла Федоровича носять:
- підприємство — НВО ПМ (з 2008 року ВАТ «Інформаційні супутникові системи» імені академіка М. Ф. Решетньова);
- вищий навчальний заклад — Сибірський державний аерокосмічний університет імені академіка М. Ф. Решетньова;
- загальноосвітня школа — Ліцей № 102 імені ак. М. Ф. Решетньова;
- вулиця і площа у місті Желєзногорську Красноярського краю;
- пасажирський літак Іл-96 реєстр. номер 96017;
- міжнародна наукова конференція — «Решетньовські читання»[10].

## Нагороди
- Герой Соціалістичної Праці (1974).
- Лауреат Ленінської премії (1980) і Державної премії РФ (1995).
- Нагороджений орденом «За заслуги перед Вітчизною» III ступеня (1994), трьома орденами Леніна (1966, 1971, 1974), орденами Трудового Червоного Прапора (1961) і «Знак Пошани» (1956), Золотою медаллю ім. С. П. Корольова API СРСР (прикладену до неї грошову премію він перерахував у Фонд миру), іншими медалями.
- 1998 року Михайла Федоровича відзначили посмертно медаллю та дипломом Американського інституту аеронавтики та астронавтики (AIAA) за видатний внесок у розвиток супутникових телекомунікацій.